# Neuspoliepen

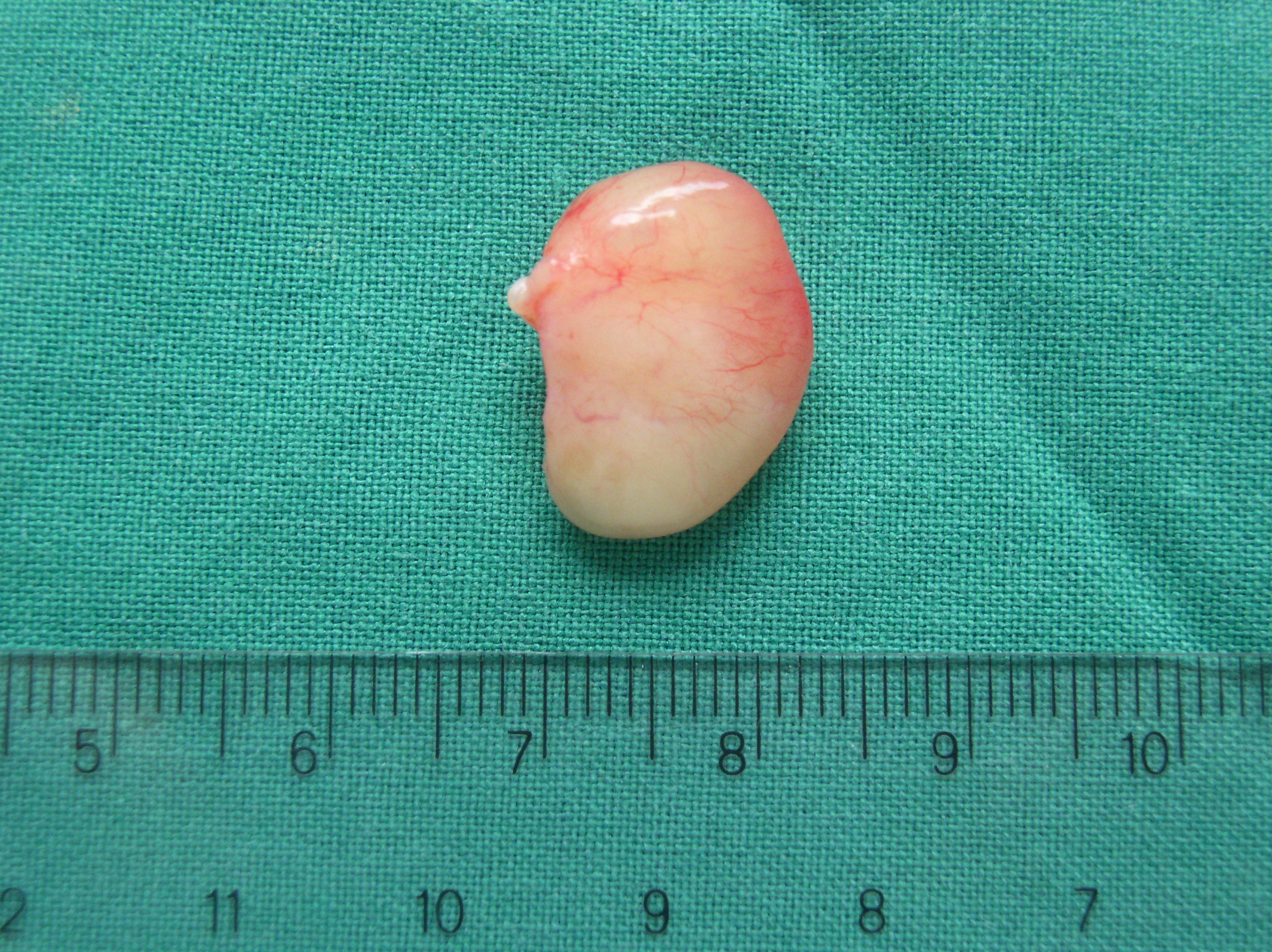
Een operatief verwijderde neuspoliep

Neuspoliepen (medische term: polyposis nasi) zijn een aandoening waarbij slijmvlieszakken gevormd worden in de neus en/of bijholten. Het zijn gezwellen met vale en grijze, gelige of roze schijn. Ze zijn van zichzelf goedaardig, maar zorgen vaak voor allerlei hinderlijke bijwerkingen.

## Ontstaan
Neuspoliepen ontstaan in een van de zeefbeenholten. Vanaf daar groeien ze geleidelijk aan en zakken zo de neusholte in.

## Mogelijke oorzaken
De exacte oorzaak van het zich vormen van neuspoliepen is niet bekend. Er zijn wat dit betreft twee hoofdtheorieën:
- Een opstopping van bloed in het neusslijmvlies. Een probleem in de afvoer van bloed zou het slijmvlies aanzetten tot groei.
- Een scheur in het slijmvlies. Het genezingsproces zorgt dan voor granulatieweefsel, dat bedekt wordt door epitheel en zo woekering veroorzaakt.

De vorming van neuspoliepen wordt naar alle waarschijnlijkheid door diverse andere factoren in de hand gewerkt:
- chronische bijholteontsteking;
- hyperreactiviteit van het neusslijmvlies;
- allergische reacties van het neusslijmvlies, bijvoorbeeld op huisstofmijt en pollen;
- astma en aspirine-geïnduceerde astma;
- taaislijmziekte;
- syndroom van Kartagener;
- syndroom van Young;
- syndroom van Churg-Strauss;
- mastocytose in de neus.

## Diagnose
Neuspoliepen kunnen soms, als ze groot zijn, al door een huisarts worden gezien. Wanneer ze hoog in de neus gelegen en/of klein zijn, kan de kno-arts met een endoscoop verder in de neus kijken om ze te ontdekken.

## Slachtoffers en mogelijke verkeerde diagnoses
Neuspoliepen komen bij kinderen zelden voor. Als poliepen worden gezien bij kinderen zal door verdere diagnose altijd vastgesteld moeten worden, dat taaislijmziekte (Medische term: mucoviscidose) niet een van de oorzaken is. Daarnaast moet gedacht worden aan de mogelijkheid van een andere diagnose bij klinische symptomen die tevens op neuspoliepen kunnen wijzen, zoals een meningocele of een encefalocele (een aangeboren misvorming van de schedel waardoor de hersenen uitstulpingen kunnen vertonen).
Bij volwassenen komen vaker neuspoliepen voor, meestal tweezijdig. Ze treden het meest op in de leeftijd van 30 tot 40 jaar en bij mannen vier keer zo vaak als bij vrouwen.. Een neuspoliep kan met een andere aandoening verward worden, zoals hyperplasie van de onderste neusschelp, een verdubbeling hiervan, een angiofibroom, of een hemangioom. Daarnaast moet bij eenzijdige neuspoliepen en/of als het gezwel een niet geheel normaal uiterlijk heeft, rekening worden gehouden met een kwaadaardig gezwel. Tevens kan dit een teken zijn van kaakholteontsteking.

## Symptomen
Neuspoliepen uiten zich onder meer in de volgende lichamelijke symptomen (waarvan sommige erg lijken op die van een verkoudheid):
- Heel vaak is er sprake van een loopneus (rinorroe). Dit kan ook naar de keel druipen, vooral in liggende houding.
- Vaak heeft de patiënt een gevoel van neusverstopping. Dit gevoel verergert meestal in liggende houding, hierdoor kunnen tevens slaapstoornissen ontstaan.
- Snurken is een andere veel voorkomende zijdelingse complicatie bij neuspoliepen.
- De patiënt kan vaak moeilijk ademen door de neus en zal hierdoor geneigd zijn over te gaan op ademhalen door de mond. Dit laatste is echter minder gezond dan ademen door de neus, veroorzaakt vaak een droge mond en verhoogt de vatbaarheid voor cariës. Ook wordt de kans op een keelontsteking vergroot.
- Een neuspoliep die vanuit de neus achterwaarts groeit kan de nasofarynx blokkeren, waardoor ook de verbinding met de buis van Eustachius wordt afgesloten. Vocht in het middenoor kan in dat geval niet afvloeien, waardoor een middenoorontsteking wordt veroorzaakt.
- In de neus ontstaan tevens veel moeilijk reinigbare nissen als gevolg van de neuspoliepen. Infectie is ook een mogelijkheid en een reden voor preventieve therapie.
- Het reukvermogen kan afnemen.

## Geassocieerde aandoeningen
Opvallend is dat veel lijders aan neuspoliepen allergisch zijn voor aspirine of stuifmeel. Ook een verhoogde bloeddruk komt voor in 46% van de gevallen. Astma is beperkt geassocieerd, slechts 7% van de mensen met neuspoliepen heeft astma. Ook mucoviscidose komt vaak voor bij neuspoliepenlijders: tussen de 5 en de 25% (afhankelijk van welk onderzoek).

## Behandeling
Vroeger werden de poliepen vaak verwijderd onder lokale verdoving. Tegenwoordig kiest men bij kleine poliepen eerder voor conservatieve therapie. Dit bestaat uit het toedienen van corticosteroïden middels een neusspray (zoals flixonase) gedurende 4 tot 6 weken. Als dit effectief blijkt, kan deze behandeling worden gecontinueerd. Indien neusspray geen effect heeft, kan men kortdurend systemisch corticosteroïden toedienen (in tabletvorm, bijvoorbeeld Prednison of Dexamethason). Deze laatsten hebben echter vaak meer neveneffecten.
Als medicijnen onvoldoende effect hebben, wordt gekozen voor een chirurgische ingreep. Dit is ook vaak direct het geval met grotere neuspoliepen. De operatie verloopt meestal onder algehele narcose, al is dat niet per se noodzakelijk en kan het ook onder lokale verdoving worden geopereerd. De nieuwste operatietechnieken (zoals FESS), waarbij met een camera in de neus gekeken wordt tijdens de operatie en met een snijdende stofzuiger oftewel shaver de poliepen worden verwijderd, verminderen de kans op complicaties door de operatie.
Aangezien neuspoliepen van zichzelf goedaardig zijn, is de behandeling ervan in de eerste plaats gericht op het voorkomen van de eventuele zijdelingse complicaties, het tegengaan van snurken en het verhogen van de levenskwaliteit.